# Argentina Open 2022
Argentina Open 2022 byl tenisový turnaj pořádaný jako součást mužského okruhu ATP Tour, který se odehrával v areálu Buenos Aires Lawn Tennis Clubu na otevřených antukových dvorcích. Konal se mezi 7. až 13. únorem 2022 v argentinské metropoli Buenos Aires jako dvacátý pátý ročník turnaje.
Turnaj s rozpočtem 686 700 dolarů patřil do kategorie ATP Tour 250. Nejvýše nasazeným hráčem ve dvouhře se stal osmý hráč světa Casper Ruud. Jako poslední přímý účastník do hlavní singlové soutěže zasáhl 81. hráč žebříčku, Argentinec Juan Manuel Cerúndolo. Po obdržení divoké karty se na okruh vrátila bývalá světová trojka Juan Martín del Potro, která nehrála od června 2019 pro vleklé poranění kolena.
Sedmý singlový titul na okruhu ATP Tour vybojoval Nor Casper Ruud, jenž navázal na triumf z roku 2020. Na antuce prodloužil svou neporazitelnost na 18 utkání. Čtyřhru ovládl mexicko-argentinský pár Santiago González a Andrés Molteni, který i ve čtvrtém boji o titul udržel finálovou neporazitelnost.

## Rozdělení bodů a finančních odměn

### Rozdělení bodů
| Soutěž  | vítězové | finalisté | semifinalisté | čtvrtfinalisté | 16 v kole | 32 v kole | Q  | Q2 | Q1 |
| ------- | -------- | --------- | ------------- | -------------- | --------- | --------- | -- | -- | -- |
| dvouhra | 250      | 150       | 90            | 45             | 20        | 0         | 12 | 6  | 0  |
| čtyřhra | 250      | 150       | 90            | 45             | 0         | —         | —  | —  | —  |

### Finanční odměny
| Soutěž                              | vítězové | finalisté | semifinalisté | čtvrtfinalisté | 16 v kole | 32 v kole | Q2      | Q1      |
| ----------------------------------- | -------- | --------- | ------------- | -------------- | --------- | --------- | ------- | ------- |
| dvouhra                             | 91 600 $ | 53 435 $  | 31 410 $      | 18 205 $       | 10 570 $  | 6 460 $   | 3 230 $ | 1 760 $ |
| čtyřhra                             | 31 830 $ | 17 030 $  | 9 970 $       | 5 580 $        | 3 290 $   | —         | —       | —       |
| částka ve čtyřhře je uvedena na pár |          |           |               |                |           |           |         |         |

## Mužská dvouhra

### Nasazení
| Stát                          | Hráč                 | ATP | Nasazení |
| ----------------------------- | -------------------- | --- | -------- |
| Norsko                        | Casper Ruud          | 8.  | 1.       |
| Argentina                     | Diego Schwartzman    | 14. | 2.       |
| Itálie                        | Lorenzo Sonego       | 23. | 3.       |
| Itálie                        | Fabio Fognini        | 31. | 4.       |
| Srbsko                        | Dušan Lajović        | 38. | 5.       |
| Argentina                     | Federico Delbonis    | 41. | 6.       |
| Španělsko                     | Albert Ramos-Viñolas | 44. | 7.       |
| Srbsko                        | Laslo Djere          | 49. | 8.       |
| Žebříček ATP k 31. lednu 2022 |                      |     |          |

### Jiné formy účasti
Následující hráči obdrželi divokou kartu do hlavní soutěže:
- Sebastián Báez
- Juan Martín del Potro
- Holger Rune

Následující hráči obdrželi do hlavní soutěže zvláštní výjimku:
- Juan Ignacio Londero
- Alejandro Tabilo

Následující hráči nastoupili do hlavní soutěže pod žebříčkovou ochranou:
- Pablo Andújar
- Pablo Cuevas
- Fernando Verdasco

Následující hráči postoupili z kvalifikace:
- Francisco Cerúndolo
- Hugo Dellien
- Tomás Martín Etcheverry
- Nicolás Jarry

### Odhlášení
před začátkem turnaje
- Dominic Thiem → nahradil jej  Thiago Monteiro

## Mužská čtyřhra

### Nasazení
| Stát                                                                                   | Hráč           | Stát      | Hráč             | ATP | Nasazení |
| -------------------------------------------------------------------------------------- | -------------- | --------- | ---------------- | --- | -------- |
| Itálie                                                                                 | Simone Bolelli | Argentina | Máximo González  | 45. | 1.       |
| Itálie                                                                                 | Fabio Fognini  | Argentina | Horacio Zeballos | 77. | 2.       |
| Uruguay                                                                                | Ariel Behar    | Ekvádor   | Gonzalo Escobar  | 77. | 3.       |
| Bosna a Hercegovina                                                                    | Tomislav Brkić | Srbsko    | Nikola Ćaćić     | 79. | 4.       |
| Žebříček ATP k 31. lednu 2022; číslo je součtem žebříčkového postavení obou členů páru |                |           |                  |     |          |

### Jiné formy účasti
Následující páry obdržely divokou kartu do hlavní soutěže:
- Francisco Cerúndolo /  Tomás Martín Etcheverry
- Holger Rune /  Thiago Agustín Tirante

Následující páry nastoupily z pozice náhradníka:
- Marco Cecchinato /  Carlos Taberner
- Hernán Casanova /  Sergio Galdós

### Odhlášení
před začátkem turnaje
- Facundo Bagnis /  Albert Ramos-Viñolas → nahradili je  Andrea Collarini /  Mario Vilella Martínez
- Simone Bolelli /  Máximo González → nahradili je  Hernán Casanova /  Sergio Galdós
- Marcelo Demoliner /  Miomir Kecmanović → nahradili je  Miomir Kecmanović /  Fernando Romboli
- Holger Rune /  Thiago Agustín Tirante → nahradili je  Marco Cecchinato /  Carlos Taberner

## Přehled finále

### Mužská dvouhra
- Casper Ruud vs.  Diego Schwartzman, 5–7, 6–2, 6–3

### Mužská čtyřhra
- Santiago González /  Andrés Molteni vs.  Fabio Fognini /  Horacio Zeballos, 6–1, 6–1